# Liste der Monuments historiques in Citry
Die Liste der Monuments historiques in Citry führt die Monuments historiques in der französischen Gemeinde Citry auf.

## Liste der Bauwerke
| Bezeichnung                            | Beschreibung | Standort | Kennzeichnung | Schutzstatus | Datum | Bild           |
| -------------------------------------- | ------------ | -------- | ------------- | ------------ | ----- | -------------- |
| Kirche St-Pons                         |              | (Lage)   | PA00086896    | Inscrit      | 1930  | weitere Bilder |
| Ehemaliges Atelier von Victor Vasarely | Erbaut 1966  |          | PA77000040    | Inscrit      | 1923  |                |

## Liste der Objekte
Zum Verständnis siehe: Kirchenausstattung
| Bezeichnung                                                                           | Beschreibung           | Standort                     | Kennzeichnung | Schutzstatus | Datum | Bild |
| ------------------------------------------------------------------------------------- | ---------------------- | ---------------------------- | ------------- | ------------ | ----- | ---- |
| Grabplatte für Jacques de Renty († 1573) und seine Frau Françoise de La Haye († 1558) | Stein, 16. Jahrhundert | in der Kirche St-Pons (Lage) | PM77000391    | Classé       | 1906  |      |
| Skulptur Jungfrau Maria                                                               | Holz, 15. Jahrhundert  | in der Kirche St-Pons (Lage) | PM77000392    | Classé       | 1954  |      |